# 1865 w polityce

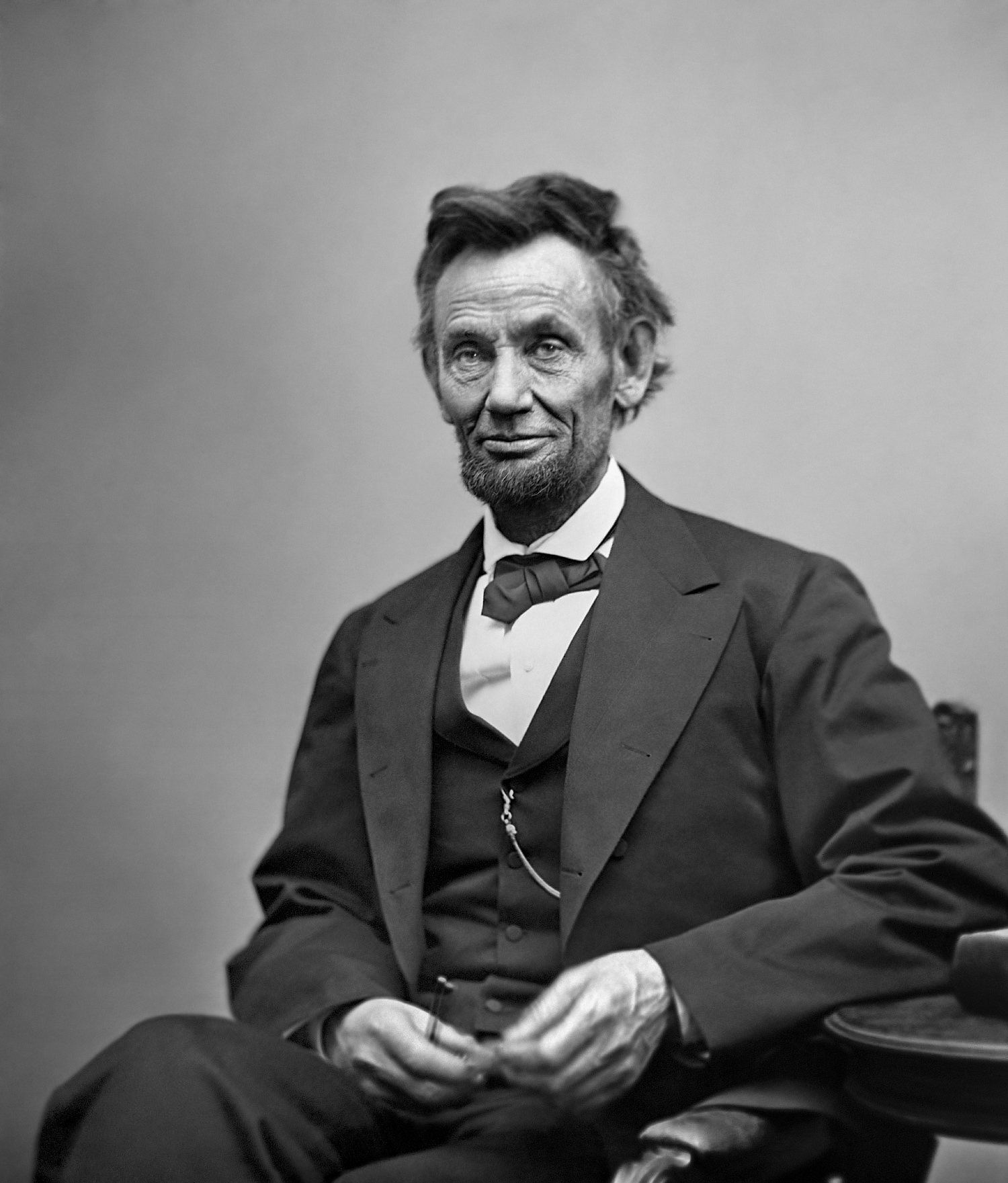
Abraham Lincoln

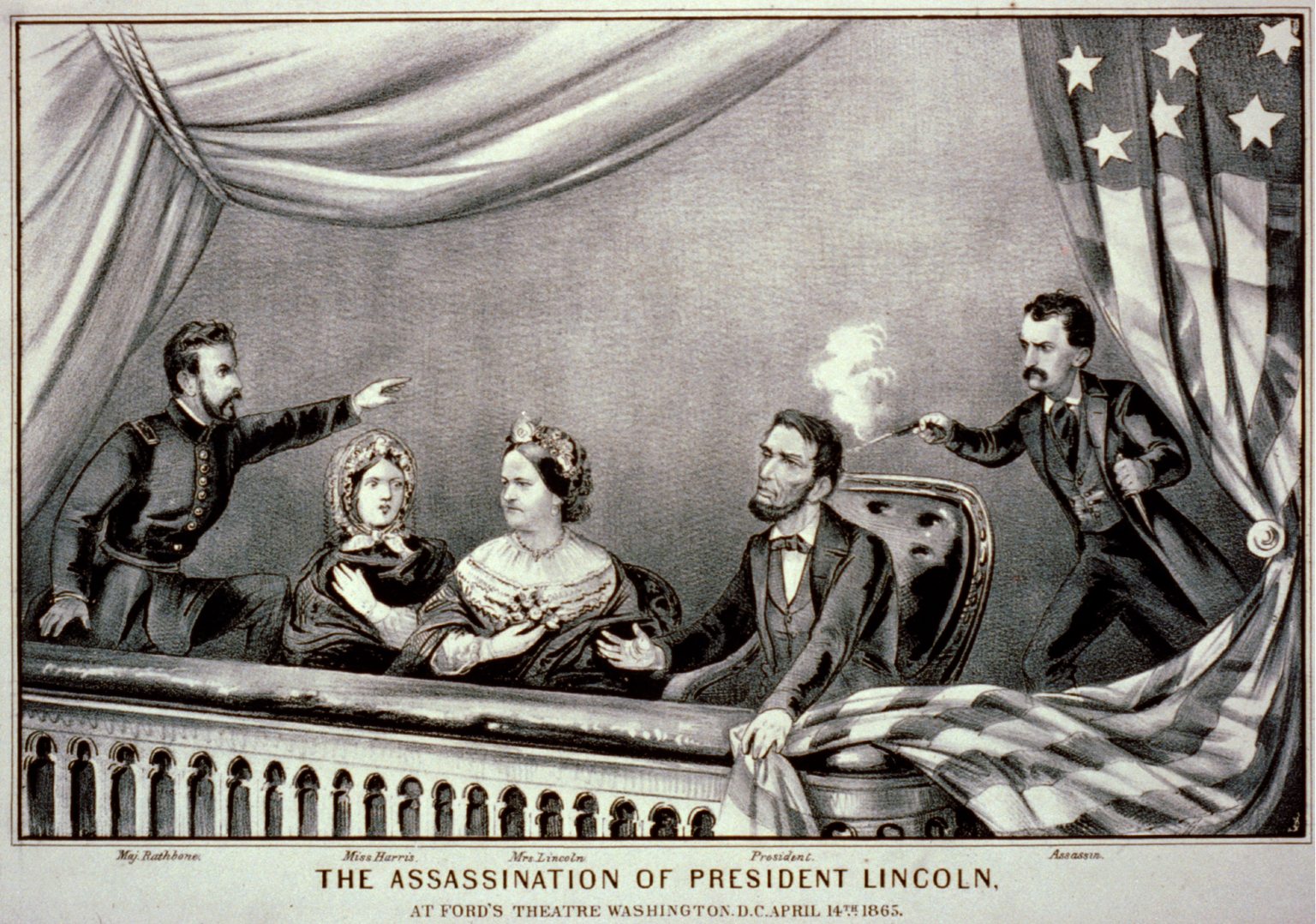
John Wilkes Booth strzela do prezydenta Abrahama Lincolna podczas przedstawienia w teatrze

Wydarzenia polityczne w 1865 roku.

## Wydarzenia
- 15 kwietnia prezydent Stanów Zjednoczonych Abraham Lincoln[1][2][3][4] został śmiertelnie postrzelony przez Johna Wilkesa Bootha[5][6].
- 26 kwietnia John Wilkes Booth został zastrzelony na farmie w Wirginii[5].

## Zmarli
- 19 stycznia Pierre-Joseph Proudhon, francuski polityk i ekonomista[7].
- 25 września Andrés de Santa Cruz, prezydent Peru i Boliwii[8].
- 10 grudnia Leopold I Koburg, król Belgów[9].